# میتسوبیشی گراندیس
میتسوبیشی گراندیس (ژاپنی: 三菱・グランディス هپبورن: Mitsubishi Gurandisu) یک ام‌پی‌وی هفت سرنشین است که توسط میتسوبیشی موتورز بین سال‌های ۲۰۰۳ تا ۲۰۱۱ ساخته می‌شد. این خودرو برای جایگزینی مینی‌ون‌های چاریوت/اسپیس واگن/نیمباس معرفی شد. این خودرو همچنین به عنوان میتسوبیشی اسپیس واگن در بازار تایلند عرضه شد.

## بررسی
گراندیس در ۱۴ مه ۲۰۰۳ عرضه شد و در بازارهای ژاپن، آسیا، اروپا، اقیانوسیه، مکزیک، هندوراس، جامائیکا و آمریکای جنوبی فروخته شد.
طراحی نمای بیرونی کاملاً بر اساس طراحی قبلی اولیویه بولای میتسوبیشی اسپیس لاینر بود؛ یک خودروی مفهومی چهار صندلی تک جعبه با «درهای خودکشی» در وسط، که برای اولین بار در نمایشگاه خودروی توکیو در اکتبر ۲۰۰۱ به نمایش درآمد.
گراندیس اولین خودروی کاملاً جدید میتسوبیشی بود که دارای «چهره مشترک» جدید شرکت بود، که شامل لبه جلوپنجره خمیده پایین و چین شدیدی بود که از لبه جلویی کاپوت از نشان برجسته میتسوبیشی بالا می‌رفت. این خودرو پلت‌فرم مشترکی با میتسوبیشی ایرترک دارد.
گراندیس همچنین پایه‌ای برای مدل مفهومی میتسوبیشی FCV (خودروی پیل سوختی) بود که با فناوری پیل سوختی توسعه یافته و توسط سهامدار آن زمان میتسوبیشی، دایملر کرایسلر طراحی شد. «سیستم FC DCX» از یک پشته پیل سوختی برای پر کردن مجموعه‌ای از باتری‌های نیکل هیدرید فلز از ۱۱۷ لیتر ذخیره هیدروژن فشرده استفاده می‌کند
گراندیس در مالزی در ۲۸ ژوئیه ۲۰۰۵ همراه با بازگشت میتسوبیشی به مالزی عرضه شد. گراندیس در سپتامبر ۲۰۰۷، ژوئیه ۲۰۰۹ و اوت ۲۰۱۰ در مالزی به‌روز شد
این خودرو برنده جایزه بهترین ام‌پی‌وی در نمایشگاه بین‌المللی خودرو بانکوک از سال ۲۰۰۵ تا ۲۰۱۰ شد. در ماه مارس ۲۰۰۹ عرضه این مدل در بازار ژاپن متوقف شد. عرضه در سطح جهانی نیز در سال ۲۰۱۱ متوقف شد.

## ویژگی‌های فنی
موتورهای موجود یک موتور بنزینی ۴ سیلندر ۲٫۴ لیتری و یک موتور ۲٫۰ لیتری توربودیزل ساخت فولکس‌واگن که فقط در بازارهای اروپایی و با نشان DI-D به جای TDI که فولکس واگن به آن اشاره می‌کند، عرضه شد. مدل دیزلی همراه با عرضه اروپایی گراندیس در سال ۲۰۰۴ وارد بازار شد د در ابتدا ۱۳۶ اسب بخار متری (۱۰۰ کیلووات) قدرت تولید می‌کرد. قدرت نسخه BSY موتور دیزل کمون ریل فولکس‌واگن؛ در سال ۲۰۰۸ به ۱۴۰ اسب بخار متری (۱۰۳ کیلووات) رسید و نوع BWC همان بدون تغییر عملکرد اعلام شده.

## آمار تولید و فروش
| سال  | تولید  | فروش   | فروش         |
| سال  | تولید  | ژاپن   | خارج از کشور |
| ---- | ------ | ------ | ------------ |
| ۲۰۰۳ | ۲۸٬۸۲۱ | ۲۳٬۸۳۴ | ۳٬۵۷۴        |
| ۲۰۰۴ | ۱۹٬۱۷۳ | ۵٬۲۴۷  | ۱۴٬۳۵۲       |
| ۲۰۰۵ | ۲۹٬۴۶۶ | ۴٬۴۹۰  | ۲۴٬۵۰۷       |
| ۲۰۰۶ | ۱۷۹۲۸  | ۱۷۵۶   | ۱۶۸۷۰        |
| ۲۰۰۷ | ۱۵٬۵۴۹ | ۶۷۴    | ۱۵٬۱۶۱       |
| ۲۰۰۸ | ۸۵۸۳   | ۲۸۱    | ۸۲۸۳         |

(منابع: Facts & Figures 2008 و Facts & Figures 2009، وبگاه رسمی میتسوبیشی موتورز)